# Conway (Nova Hampshire)
Conway é uma cidade  localizada no estado americano de Nova Hampshire, no Condado de Carroll.

## Demografia
Segundo o censo americano de 2000, a sua população era de 8604 habitantes.

## Geografia
De acordo com o United States Census Bureau tem uma área de
185,7 km², dos quais 180,4 km² cobertos por terra e 5,3 km² cobertos por água. Conway localiza-se a aproximadamente 140 m acima do nível do mar.

## Localidades na vizinhança
O diagrama seguinte representa as localidades num raio de 44 km ao redor de Conway.